# Pyrausta arabica
Pyrausta arabica là một loài bướm đêm trong họ Crambidae.